# Nichijō
Nichijō (jap. 日常) – manga autorstwa Keiichiego Arawiego, publikowana na łamach magazynu „Gekkan Shōnen Ace” wydawnictwa Kadokawa Shoten od grudnia 2006. W okresie od marca 2007 do lipca 2008 była również wydawana w czasopiśmie „Comptiq” wydawnictwa Kadokawa. Jest połączeniem komedii i okruchów życia.
Na podstawie mangi studio Kyoto Animation wyprodukowało serial anime, który był emitowany od kwietnia do września 2011.
W 2011 roku serwis Oricon podał do wiadomości, że seria została sprzedana w nakładzie ponad miliona kopii, zajmując 49. miejsce na liście najlepiej sprzedających się mang.

## Fabuła
Seria dotyczy losów trójki przyjaciółek z dzieciństwa — Yūko, Mai i Mio. Ścieżki licealistek zaczynają krzyżować się z Hakase, jej opiekunką Nano i mówiącym kotem Sakamoto. Życie całej szóstki pełne jest najzwyczajniejszych i banalnych historii, ale nie brak w nim surrealistycznych sytuacji. Zwykłe wydarzenia potrafią być wyolbrzymione do rangi niezwykłych i szalonych incydentów. „Nichijō” nie ma ściśle określonej linii fabularnej. Całość przedstawiona jest za pomocą krótkich i niezwiązanych ze sobą scen.

## Bohaterowie
- Yūko Aioi (jap. 相生 祐子 Aioi Yūko)

Seiyū: Mariko Honda 
- Mio Naganohara (jap. 長野原 みお Naganohara Mio)

Seiyū: Mai Aizawa 
- Mai Minakami (jap. 水上 麻衣 Minakami Mai)

Seiyū: Misuzu Togashi 
- Nano Shinonome (jap. 東雲 なの Shinonome Nano)

Seiyū: Shizuka Furuya 
- Profesor (jap. はかせ Hakase)

Seiyū: Hiromi Konno 
- Sakamoto (jap. 阪本)

Seiyū: Minoru Shiraishi 

### Nauczyciele
- Izumi Sakurai (jap. 桜井 泉 Sakurai Izumi)

Seiyū: Mami Kosuge 
- Manabu Takasaki (jap. 高崎 学 Takasaki Manabu)

Seiyū: Tetsu Inada 
- Dyrektor Shinonome (jap. 校長先生 (東雲) Kōchō-sensei (Shinonome))

Seiyū: Chō 
- Wicedyrektor Kōsuke Ōra (jap. 教頭先生 (邑楽 耕介) Kyōtō-sensei (Ōra Kōsuke))

Seiyū: Hiroshi Naka 
- Kana Nakamura (jap. 中村 かな Nakamura Kana)

Seiyū: Kaoru Mizuhara 

### Uczniowie
- Kōjirō Sasahara (jap. 笹原 幸治郎 Sasahara Kōjirō)

Seiyū: Yoshihisa Kawahara 
- Misato Tachibana (jap. 立花 みさと Tachibana Misato)

Seiyū: Chika Horikawa 
- Tsuyoshi Nakanojō (jap. 中之条 剛 Nakanojō Tsuyoshi)

Seiyū: Kazutomi Yamamoto 
- Haruna Annaka (jap. 安中 榛名 Annaka Haruna)

Seiyū: Kaori Sadohara 
- Kenzaburō Daiku (jap. 大工 健三郎 Daiku Kenzaburō)

Seiyū: Ryota Yoshizaki 
- Yuria Sekiguchi (jap. 関口 ユリア Sekiguchi Yuria)

Seiyū: Ai Hirosaka 
- Makoto Sakurai (jap. 桜井 誠 Sakurai Makoto)

Seiyū: Takahiro Hikami 
- Tanaka (jap. 田中)

Seiyū: Kota Yamaguchi 
- Weboshī (jap. ウェボシー)

Seiyū: Yoko Tamaoki 
- Fe-chan (jap. フェっちゃん Fecchan)

Seiyū: Yumi Higuchi 
- Mihoshi Tachibana (jap. 立花 みほし Tachibana Mihoshi)

Seiyū: Manami Honda 
- Yoshino Naganohara (jap. 長野原 よしの Naganohara Yoshino)

Seiyū: Motoko Kobayashi 

## Manga
Manga jest połączeniem normalnego formatu komiksu i yonkomy. Pierwotnie miała być krótką, samodzielną serią, która ukazała się w magazynie „Gekkan Shōnen Ace” wydawnictwa Kadokawa Shoten w okresie od maja do października 2006. Począwszy od wydania z grudnia 2006, rozdziały mangi zaczęły regularnie pojawiać się na łamach „Gekkan Shōnen Ace”, a także w czasopiśmie „Comptiq” wydawnictwa Kadokawa pomiędzy wydaniami z marca 2007 a lipca 2008. Pierwszy tom tankōbon ukazał się w Japonii 26 lipca 2007. Seria zakończyła się wraz z dziesiątym tomem, który został opublikowany 10 grudnia 2015. Tego samego dnia została również wydana specjalna edycja mangi upamiętniającą dziesiątą rocznicę serii, która zawierała specjalną 120-stronicową książkę. 20 października 2021 Arawi ogłosił, że Nichijō ponownie będzie ukazywać się w „Gekkan Shōnen Ace” od 26 października 2021, a jedenasty tom mangi został wydany 26 grudnia 2022.
| Nr | Data wydania (język japoński) | ISBN (język japoński)  |
| -- | ----------------------------- | ---------------------- |
| 1  | 26 lipca 2007                 | ISBN 978-4-04-713949-7 |
| 2  | 26 października 2007          | ISBN 978-4-04-713980-0 |
| 3  | 26 lipca 2008                 | ISBN 978-4-04-715089-8 |
| 4  | 26 stycznia 2009              | ISBN 978-4-04-715171-0 |
| 5  | 26 października 2009          | ISBN 978-4-04-715311-0 |
| 6  | 26 marca 2011                 | ISBN 978-4-04-715651-7 |
| 7  | 26 października 2011          | ISBN 978-4-04-120025-4 |
| 8  | 26 października 2012          | ISBN 978-4-04-120456-6 |
| 9  | 10 grudnia 2013               | ISBN 978-4-04-120880-9 |
| 10 | 26 grudnia 2015               | ISBN 978-4-04-103335-7 |
| 11 | 26 grudnia 2022               | ISBN 978-4-04-113263-0 |

## Anime
Adaptacja anime została zapowiedziana 22 maja 2010 w lipcowym numerze magazynu „Gekkan Shōnen Ace”. Serial został wyprodukowany przez studio Kyoto Animation, za reżyserię odpowiadał Tatsuya Ishihara, scenariusz napisał Jukki Hanada, postacie zaprojektował Futoshi Nishiya, a muzykę skomponował Yūji Nomi. Anime było emitowane w Japonii od 3 kwietnia do 25 września 2011. Seria zawiera także skecze z innej mangi Arawiego, Helvetica Standard.
Odcinek OVA, zatytułowany Nichijō no 0-wa, został wydany 12 marca 2011 jako dodatek do edycji specjalnej szóstego tomu mangi.